# There Is No Other
There Is No Other è un album in studio collaborativo della cantautrice americana e cantante dei Carolina Chocolate Drops Rhiannon Giddens e del musicista jazz italiano Francesco Turrisi. L'album è stato prodotto da Joe Henry ed è stato pubblicato il 3 maggio 2019 da Nonesuch Records.
Il brano I'm on My Way dall'album è stato nominato per il Grammy Award per la migliore performance di American Roots alla 62ª edizione dei Grammy Awards.

## Tracce
1. Ten Thousand Voices – 2:57
2. Gonna Write Me a Letter – 4:03
3. Wayfaring Stranger – 4:47
4. There Is No Other – 2:25
5. Trees on the Mountains – 5:15
6. Pizzica di San Vito – 2:07
7. Brown Baby – 5:07
8. Briggs' Forró – 4:03
9. Little Margaret – 3:03
10. Black Swan – 4:17
11. I'm on My Way – 2:57
12. He Will See You Through – 3:59